# Gideon van Zyl
Gideon Brand van Zyl (Città del Capo, 3 giugno 1873 – 1º novembre 1956) è stato un politico sudafricano, Governatore generale dal 1946 al 1950; il primo che tenne tale carica ad essere nato in Sudafrica.

## Biografia
Nato a Città del Capo, figlio di un illustre procuratore, divenne membro dello studio di famiglia una volta conseguita l'abilitazione alla professione nel 1898. Durante la Seconda Guerra Boera (1899-1902) fu consigliere legale del War Office britannico.
Durante la prima guerra mondiale (1914-1918) ebbe il ruolo di Direttore Aggiunto dell'Ufficio di Reclutamento, svolgendo il suo servizio presso il reggimento con il compito di guarnigione "Penisola del Capo".
Van Zyl entrò in politica nel 1915 diventando membro del Partito Unionista. Durante la sua carriera politica fu membro del Consiglio Provinciale del Capo (l'Assemblea legislativa della provincia) fino al 1918 e da allora fino al 1942 fu membro del Parlamento divenendo vicepresidente della Camera dal 1934 al 1942 (il Presidente in questo periodo fu il Dott. Ernest George Jansen, anche lui, più tardi Governatore generale, successore proprio di van Zyl).
Dal 1942 al 1945 egli fu Amministratore della Provincia del Capo. In seguito fu nominato Governatore generale, carica che tenne dal 1º gennaio 1946 al 1º gennaio 1951. Nel 1945 fu nominato membro del Consiglio privato del sovrano. Nel 1947 ospitò il Re Giorgio VI e la famiglia reale britannica nella loro visita il Sudafrica.
Morì nel 1956.

### Vita privata
Van Zyl sposò Marie Fraser nel 1900.